# Sambucus

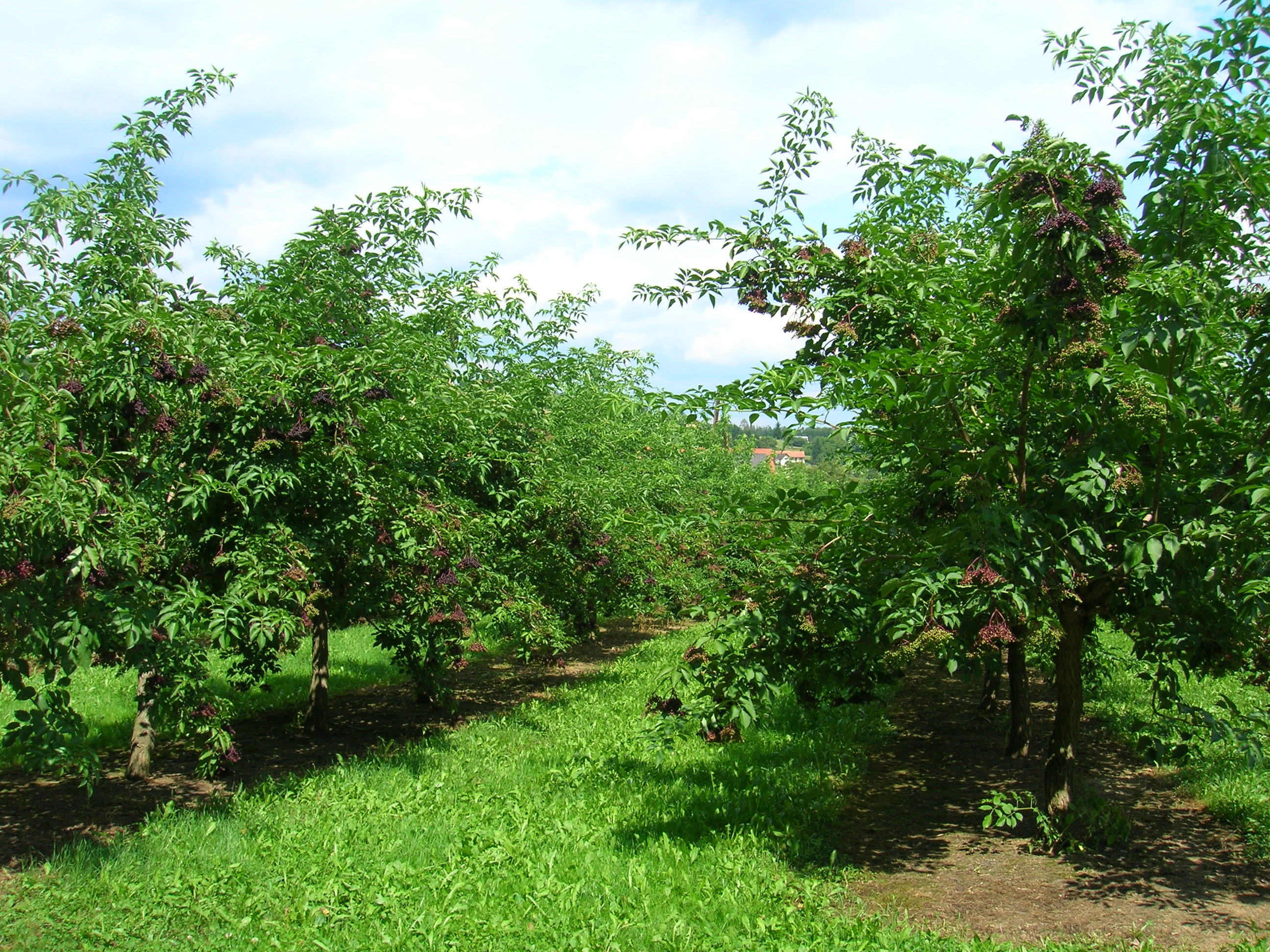
Cultivo de saúcos en Estiria.

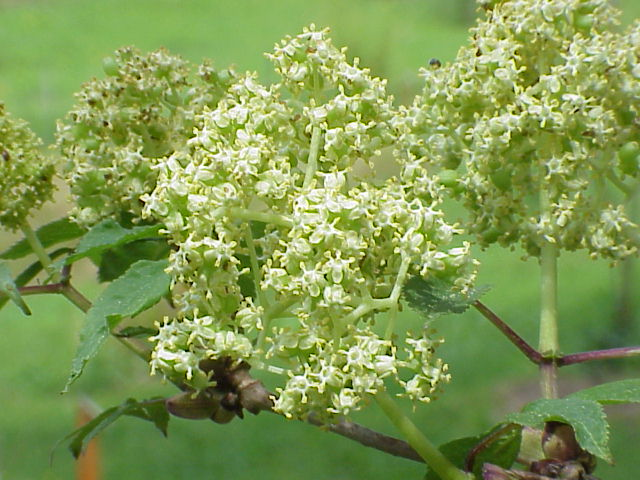
Saúco rojo (Sambucus racemosa).

El saúco (Sambucus) es un género de unas cinco a treinta especies perteneciente a la familia de las adoxáceas, originario de las regiones templadas a subtropicales de ambos hemisferios, aunque más extendido en el hemisferio norte, mientras que en el hemisferio sur queda restringido a Oceanía y América del Sur.

## Descripción
Arbustos o árboles pequeños, si bien presenta también al menos dos especies herbáceas. Las hojas son pinnadas con cinco a nueve folíolos (raramente tres u once). Cada hoja tiene de 5 a 30 cm de largo, y los folíolos tienen márgenes serrados. Los grandes grupos de pequeñas flores de color blanco o crema se abren hacia finales de la primavera, y son seguidas por pequeños grupos de bayas de color negro, azul-negruzco o rojo (raramente de color amarillo o blanco).

## Grupos de especies
- El complejo es tratado de forma diversa como una sola especie, Sambucus nigra (saúco/sauco negro, saúco/sauco común) que se encuentra en las partes más templadas de Europa y Norteamérica con diversas variedades regionales o subespecies, o también como un grupo de varias especies similares. Las flores están en corimbos planos, y las bayas van desde el color negro hasta el azul glauco; son arbustos más grandes, llegando a los 8 m de alto, ocasionalmente pequeños árboles de hasta 15 m de alto con un diámetro de entre 30 y 60 cm.
  - Sambucus australis ("sauco austral"; zona templada del este de Sudamérica)
  - Sambucus canadensis (sin. S. nigra ssp. canadensis; "sauco de Canadá"; este de Norteamérica; con bayas de negro azulado)
  - Sambucus cerulea (sin. S. caerulea, S. glauca; "sauco cerúleo"; oeste de Norteamérica; bayas de color negro azulado oscuro con un brote glauco en la superficie, lo que le da una apariencia de azul celeste)
  - Sambucus javanica ("sauco de Java"; sureste de Asia)
  - Sambucus nigra ("sauco negro" o "sauco común"; Europa y Asia occidental; con bayas negras)
  - Sambucus lanceolata ("sauco lanceolado"; isla de Madeira; con bayas negras)
  - Sambucus palmensis (Sabugo; islas Canarias; con bayas negras)
  - Sambucus simpsonii ("sauco de Simpson"; sureste de los Estados Unidos; con bayas de negro azulado)
  - Sambucus velutina ("sauco aterciopelado"; suroeste de Norteamérica; con bayas de negro azulado)

Sambucus mexicana o "sauco de México", está considerado por la generalidad de los autores como una o dos subespecies de S. nigra, ssp. canadensis y ssp. caerulea.
- Sambucus melanocarpa (sin. Sambucus racemosa subsp. melanocarpa). Oeste de Norteamérica. Es una forma intermedia entre el grupo precedente y los siguientes. Las flores son de panículos redondeados, pero las bayas son negras; es un pequeño arbusto, que raramente excede de 3-4 m de alto. Algunos botánicos lo incluyen en el grupo de saúcos rojos.

- El complejo de sauco rojo es tratado de maneras diversas como una especie sola Sambucus racemosa que se encuentra en las partes más frías del hemisferio norte con diversas variedades regionales o subespecies, o también como un grupo de varias especies parecidas. Las flores tienen panículos redondeados y las bayas son de un color rojo brillante; son arbustos más pequeños, raramente exceden de 3-4 m de alto.
  - Sambucus callicarpa ("sauco calicarpa"; costa oeste de los EE. UU.)
  - Sambucus chinensis ("sauco chino"; este de Asia, en las montañas)
  - Sambucus latipinna (Corea, sureste de Siberia)
  - Sambucus microbotrys (euroeste de Norteamérica, en las montañas)
  - Sambucus pubens ("sauco pubescente"; norte de Norteamérica)
  - Sambucus racemosa ("saúco rojo"; Europa septentrional, noroeste de Asia)
  - Sambucus sieboldiana (Japón y Corea)
  - Sambucus tigranii (suroeste de Asia, en las montañas)
  - Sambucus williamsii (noreste de Asia)

- El grupo de saucos australianos comprende dos especies originarias de Australasia. Las flores están en panículos redondeados, y las bayas son blancas o amarillas; son arbustos que crecen hasta los 3 m de alto.
  - Sambucus australasica ("sauco de Australasia"; Nueva Guinea, este de Australia)
  - Sambucus gaudichaudiana (zonas umbrías del sureste de Australia)

- Los saucos enanos son, por contraste con las otras especies, plantas herbáceas que producen nuevos brotes cada año a partir de un sistema de raíces perennes; crecen hasta los 1,5-2 m de alto, cada rama termina en una gran umbela plana que madura hasta un denso racimo de bayas brillantes.
  - Sambucus adnata (Himalaya y Asia oriental; bayas rojas)
  - Sambucus ebulus (centro y sur de Europa; noroeste de África y suroeste de Asia; bayas negras)

## Usos

### Medicina tradicional
La especie Sambucus nigra ha sido utilizada con fines medicinales durante cientos de años. Contiene aceites esenciales, taninos, ácidos orgánicos, alcaloides, azúcar, abundante vitamina C, y una serie de glucósidos como la rutina y la sambunigrina. Algunos estudios preliminares han demostrado que esta especie puede tener efectos positivos en el tratamiento de la gripe, alergias y alivia el sistema respiratorio en general.

### Alimentación
Las bayas maduras y cocinadas de la mayoría de las especies son comestibles, y la especie Sambucus nigra se cultiva para este fin. Con ellas se hacen mermeladas, entre otras preparaciones.

#### Toxicidad
La mayoría de las bayas crudas y otras partes de las plantas son venenosas, por ello el fruto siempre debe ser consumido ya maduro y cocido.  Las semillas contienen glucósidos cianogénicos (generadores de cianuro) y la corteza así como las hojas y los frutos no maduros contienen el principio de la sambunigrina que, en contacto con una enzima, llamada emulsina, produce también ácido cianhídrico.

## Otros usos
La madera del sauco es muy dura. Por ese motivo ha sido muy valorada para la construcción de herramientas agrícolas y en ebanistería. 
El nombre «sauco» procede del latín sambucus y este del griego σαμβύκη (sambuke), que designaba un instrumento musical semejante a un arpa conocido como sambuca.